# بيثان إلفين
بيثان إلفين (بالإنجليزية: Bethan Elfyn)‏ هي مقدمة تلفزيونية بريطانية، ولدت في 1974 في بانغور في المملكة المتحدة.